# Guaracy Batista da Silveira
Guaracy Batista da Silveira (Capão Bonito, 2 de janeiro de 1951) é um pastor e político brasileiro filiado ao PSDB. Foi senador suplente pelo Tocantins. Apresentou pré-candidatura ao Senado pelo Avante, mas desistiu depois que o partido decidiu apoiar Lula em sua campanha presidencial de 2022.

## Biografia
Teve seu nome escolhido em homenagem ao seu tio-avô Guaracy Silveira, pastor metodista e deputado na Assembleia Constituinte que escreveu a Constituição de 1934.  
Em 2014, foi eleito segundo suplente de senador da senadora eleita Kátia Abreu, do PMDB. 
Assumiu a vaga de senador em 31 de outubro de 2018 com a licença temporária de Kátia Abreu, ficando até 31 de janeiro. Retornou ao Senado em 9 de Agosto de 2022, onde está atualmente. Também cogitou se candidatar ao cargo, lançou pré-candidatura, mas desistiu
É pastor evangélico da Igreja do Evangelho Quadrangular desde a década de 70. Atualmente é presidente do Conselho Estadual de Diretores do estado do Tocantins, que supervisiona e dirige a igreja no estado.